# Joan Casanovas i Romaguera
Joan Casanovas i Romaguera   (Arenys de Mar, 19 d'octubre de 1947 - Ordis, 4 de febrer de 2021) fou un pintor, dissenyador, ceramista, escultor i activista cultural català.
Inicià la seva trajectòria artística a nou anys al seu Arenys de Mar natal com a deixeble de l'escultor Joan Barrera amb qui aprengué a dibuixar al carbó. Més endavant, la seva família es va traslladar a Manresa i a Girona el 1964.
A Girona treballà a la Papelería Española fent els dibuixos per als segells de goma i després fent rètols, plaques de carrers i cartells lluminosos.
El 1976 fou un dels impulsors de l'Assemblea Democràtica d’Artistes de Girona (ADAG) amb Isidre Vicens, Enric Marquès, Maria Crehuet, Bep Marquès, Lluís Carreras, Enric Ansesa i Jaume Faixò.
Més endavant, amb la seva companya Maria Crehuet s'establiren a Ordis, a l'Alt Empordà, fent ceràmica i organitzant exposicions i cursets, tot i que no aconseguiren el seu objectiu de viure de l'art, motiu pel qual començà a treballar al Gabinet d'Imatge i Disseny de l'Ajuntament de Girona on participà en el disseny i imatge del Museu d’Història de Girona i en altres projectes de la ciutat. Fou l'autor de l’«eslògan Girona m’enamora» i del logotip«Gi». També és autor dels logotips del Museu d'Història, del Teatre Municipal, de l'Auditori de Girona o del Pavelló de Fontajau, entre d'altres. A Ordis va continuar organitzant-hi activitats com homenatges a Picasso o un festival de música.
Era aficionat a la muntanya i havia coronat molts cims del Pirineu amb Salvador Martí i Pere Franch.
Va morir el 4 de febrer del 2021 a la seva casa d'Ordis.